# Turingova nagrada
ACM A.M Turingova nagrada je godišnja nagrada koju daje Association for Computing Machinery (ACM) za „biranog pojedinca koji je pridonio tehničko-računalnoj zajednici“. Propisano je da doprinos mora biti od velike važnosti u tehnologiji i grani računalstva. Turingova nagrada je najveće priznanje u računalnoj znanosti, nešto kao „Nobelova nagrada“ samo za računalstvo.
Nagrada je imenovana po Alanu Mathisonu Turingu, britanskom matematičaru kojeg se smatra jednim od očeva suvremenog računalstva i znanosti umjetne inteligencije.
Od 2007. do 2013. god., nagrada je novčanom podrškom Intela i Googlea povišena na 250.000 dolara. A od 2014 god., nagrada je povećana na iznos od milijun dolara.
Prvu nagradu 1966. godine dobio je Alan Perlis, sa sveučilišta Carnegie Mellon. Frances E. Allen iz IBM-a, 2006. godine prva je žena koja je dobila Turingovu nagradu u četrdeset godina povijesti. Godina 2008. i 2012., nagrađene su također žene Barbara Liskov i Shafi Goldwasser.

## Dobitnici Turingove nagrade
| Godina | Dobitnici                                           | Citat |
| ------ | --------------------------------------------------- | --- |
| 1966.  | Alan J. Perlis                                      | Za utjecaj na polju naprednih programerskih postupaka i konstrukcije jezičnog procesora |
| 1967.  | Maurice V. Wilkes                                   | Profesor Wilkes je najviše poznat kao graditelj i dizajner EDSAC-a, prvog računala s interno spremljenim programom. Izgrađen 1949., EDSAC je koristio memoriju s odgađanjem zasnovanu na živi. Poznat je i kao autor, zajedno s Wheelerom i Gillom, sveska "Preparation of Programs for Electronic Digital Computers" iz 1951., u kojem je efektivno uveden koncept programskih biblioteka |
| 1968.  | Richard Hamming                                     | Za rad na numeričkim metodama, automatskim sustavima kodiranja, te kodovima za detekciju i ispravljanje pogrešaka |
| 1969.  | Marvin Minsky                                       | umjetna inteligencija |
| 1970.  | James H. Wilkinson                                  | Za istraživanje u području numeričke analize kako bi olakšao uporabu visokobrzinskih digitalnih računala, nakon što je primio specijalno priznanje za svoj rad u računanjima u području linearne algebre i "unazadne" analize pogrešaka |
| 1971.  | John McCarthy                                       | Predavanje Dr. McCarthyja "The Present State of Research on Artificial Intelligence" je tema koja pokriva područje u kojem je postigao značajno priznanje za svoj rad |
| 1972.  | Edsger Dijkstra                                     | Edsger Dijkstra je bio principijelni doprinositelj razvoju programskog jezika ALGOL kasnih 1950-ih, višeg programskog jezika koji je postao uzor za jasnoću i matematički rigor. Bio je jedan od principijelnih eksponenata znanosti i umjetnosti programskih jezika uopće, te je iznimno doprinio našem razumijevanju njihove strukture, prikaza, te ostvarenja. Njegovih petnaest godina objavljivanja radova opsegom obuhvaćaju sve od teoretskih članaka teorije grafova, pa do osnovnih priručnika, uvodnih tekstova te filozofskih kontemplacija u području programskih jezika |
| 1973.  | Charles W. Bachman                                  | Za izvanredne doprinose tehnologiji baza podatka |
| 1974.  | Donald E. Knuth                                     | Za velike doprinose analizi algoritama i dizajnu programski jezika, napose doprinosa u vidu dobro poznate četverosveščane serije "The Art of Computer Programming". |
| 1975.  | Allen Newell i Herbert A. Simon                     | U zajedničkim znanstvenim nastojanjima u vremenu od preko dvadeset godina, početno u suradnji s J. C. Shawom u tvrtci RAND, te naknadno s brojnim fakultetskim i studentskim kolegama pri Carnegie Mellon sveučilištu, dali su osnovne doprinose polju umjetne inteligencije, psihologiji ljudske spoznaje te obradi listi |
| 1976.  | Michael O. Rabin i Dana S. Scott                    | Za njihov zajednički rad "Finite Automata and Their Decision Problem", koji je uveo koncept nedeterminističkih strojeva a koji se pokazao od iznimne važnosti. Ovaj klasični rad je bio neprestani izvor inspiracije za daljnji rad u ovom području |
| 1977.  | John Backus                                         | Za duboke, utjecajne i trajne doprinose dizajnu praktičnih programskih sustava visoke razine, napose rad na programskom jeziku FORTRAN, te plodonosne radove o formalnim postupcima za specifikaciju programskih jezika |
| 1978.  | Robert W. Floyd                                     | Za jasan utjecaj na metodologije za stvaranje učinkovite i pouzdane programske podrške, te za pomoć pri osnivanju sljedećih važnih poddisciplina računarstva: teorija parsiranja, semantika programskih jezika, automatska verifikacija programa, automatska sinteza programa, te analiza algoritama |
| 1979.  | Kenneth E. Iverson                                  | Za pionirske napore u programskim jezicima i matematičkoj notaciji koji su rezultirali u onome što računarstvo danas poznaje kao APL, za doprinose ostvarenju interaktivnih sustava, za obrazovne uporabe APL-a, te za teoriju i praksu programskih jezika |
| 1980.  | C. Antony R. Hoare                                  | Za fundamentalne doprinose definiciji i dizajnu programskih jezika |
| 1981.  | Edgar F. Codd                                       | Za fundamentalne i neprekinute doprinose teoriji i praksi sustava za upravljanje bazom podataka, napose relacijskih baza podataka |
| 1982.  | Stephen A. Cook                                     | Za značajno i dubokoumno unaprjeđenje razumijevanja složenosti računanja |
| 1983.  | Ken Thompson i Dennis M. Ritchie                    | Za zajednički razvoj generičke teorije operacijskih sustava te posebno za ostvarenje operacijskog sustava UNIX. |
| 1984.  | Niklaus Wirth                                       | Za razvijanje niza inovativnih programskih jezika, EULER, ALGOL-W, MODULA i PASCAL |
| 1985.  | Richard M. Karp                                     | Za neprekinute doprinose teoriji algoritama uključujući razvoj učinkovitih algoritama za mrežne tokove podataka te ostale kombinatorne optimizacijske probleme, za prepoznavanje sličnosti koncepta izračunljivosti u polinomnom vremenu i intuitivnog pojma algoritamske učinkovitosti, te najznačajnije, za doprinose teoriji NP-potpunosti |
| 1986.  | John Hopcroft i Robert Tarjan                       | Za fundamentalna postignuća u dizajnu i analizi algoritama i podatkovnih struktura |
| 1987.  | John Cocke                                          | Za značajne doprinose dizajnu i teoriji jezičnih procesora, arhitekturi velikih sustava te razvoju računala sa smanjenim brojem instrukcija (RISC). |
| 1988.  | Ivan Sutherland                                     | Za pionirske i vizionarne doprinose računalnoj grafici, počevši sa Sketchpadom pa nadalje |
| 1989.  | William (Velvel) Kahan                              | Za fundamentalne doprinose numeričkoj analizi. Jedan je od najistaknutijih stručnjaka za računanja s pomičnim zarezom. Kahan je svoje djelovanje posvetio "čineći svijet sigurnim za numerička računanja." |
| 1990.  | Fernando J. Corbató                                 | Za pionirski rad u organizaciji koncepata koji su vodili ka razvoju time-sharing računalnih sustava opće namjene i velikog opsega, CTSS i Multics. |
| 1991.  | Robin Milner                                        | Ta tri različita i potpuna postignuća: 1) LCF, mehanizaciju Scottove logike izračunljivih funkcija, vjerojatno prvo teoretski zasnovan a usto i praktičan alat za strojno potpomognutu konstrukciju dokaza; 2) ML, prvi jezik koji je istovremeno posjedovao polimorfnu inferenciju tipova skupa s tipno sigurnim mehanizmom upravljanja iznimka; 3) CCS, općenita teorija konkurentnosti. Kao dodatak, oblikovao i jako uznapredovao potpunu apstrakciju, proučavanje odnosa između operacijske i denotacijske semantike.                                                           |
| 1992.  | Butler W. Lampson                                   | Za doprinose razvoju raspodijeljenih, osobnih računarskih okoliša te tehnologiji za njihovo ostvarenje: radnim stanicama, mrežama, operacijskim sustavima, sustavima programiranja, zaslonima, sigurnosti i nakladništvu. |
| 1993.  | Juris Hartmanis i Richard E. Stearns                | Za prepoznavanje utjecajnog rada koji je postavio temelje discipline računske teorije složenosti. |
| 1994.  | Edward Feigenbaum i Raj Reddy                       | Za pionirske pothvate u dizajnu i konstrukciji velikih sustava umjetne inteligencije, demonstriranje praktične važnosti i potencijalnog komercijalnog utjecaja tehnologije umjetne inteligencije. |
| 1995.  | Manuel Blum                                         | Za prepoznavanje doprinosa u osnovama računske teorije složenosti te primjena u kriptografiji i provjeri programa. |
| 1996.  | Amir Pnueli                                         | Za utjecajan rad koji uvodi koncept temporalne logike u računarstvo te za izvanredne doprinose verifikaciji programa i sustava. |
| 1997.  | Douglas Engelbart                                   | Za inspirirajuću viziju budućnosti interaktivnog računarstva te izum ključnih tehnologija koji su je potpomogli ostvariti. |
| 1998.  | Jim Gray                                            | Za poticajne doprinose u bazama podataka i istraživanju u obradi transakcija i tehničkom vodstvu prilikom sustavskog ostvarenja. |
| 1999.  | Frederick P. Brooks, Jr.                            | Za značajne doprinose računalnoj arhitekturi, operacijskim sustavima te programskom inženjerstvu. |
| 2000.  | Andrew Chi-Chih Yao                                 | Kao priznanje za fundamentalne doprinose teoriji računanja, uključujući teoriju pseudoslučajnih generatora brojeva zasnovanih na složenosti, kriptografiju te komunikacijsku složenost. |
| 2001.  | Ole-Johan Dahl i Kristen Nygaard                    | Za fundamentalne ideje koje su iznjedrile objektno orijentirano programiranje, preko dizajna programskih jezika Simula I i Simula 67. |
| 2002.  | Ronald L. Rivest, Adi Shamir i Leonard M. Adleman   | Za genijalne doprinose u praktičnoj primjeni kriptografije javnog ključa. |
| 2003.  | Alan Kay                                            | Za pionirstvo mnogih ideja ukorijenjenih u suvremenim objektno orijentiranim jezicima, vođenje tima koji je razvio Smalltalk, te za fundamentalne doprinose osobnom računarstvu. |
| 2004.  | Vinton G. Cerf i Robert E. Kahn                     | Za pionirski rad na međuumrežavanju, uključujući dizajn i ostvarenje osnovnih internetskih komunikacijskih protokola, TCP/IP, te za inspirirano vodstvo u umrežavanju. |
| 2005.  | Peter Naur                                          | Za fundamentalne doprinose dizajnu programskih jezika i definiciji programskog jezika Algol 60, dizajnu jezičnih procesora, te umijeću i praksi računalnog programiranja. |
| 2006.  | Frances E. Allen                                    | Za pionirske doprinose u teoriji i praksi tehnika optimizirajućih prevodilačkih programa koji su postavili temelje modernih optimizirajućih prevodilačkih programa i automatskog paralelnog izvođenja. |
| 2007.  | Edmund M. Clarke, E. Allen Emerson i Joseph Sifakis | Za (njihove uloge) u razvoju modela visoko učinkovite tehnologije verifikacije, koju su široko usvojile hardverske i softverske industrije. |
| 2008.  | Barbara Liskov                                      | Za doprinos praktičnih i teorijskih temelja programskog jezika i projektiranja sustava, posebno u vezi s podacima apstrakcije, tolerancije kvarova, i distribuiranog računarstva. |
| 2009.  | Charles P. Thacker                                  | Za svoj pionirski dizajn i realizaciji Xerox Alto, prvog modernog osobnog računala, i za njegov doprinos u Ethernet i tablet računalima. |
| 2010.  | Leslie Valiant                                      | Za transformacije doprinosa u teoriji računanja, uključujući teoriju vjerojatnosti oko ispravnog (PAC) učenja, složenosti popisivanja i algebarskog izračunavanja, te teorije paralelnih i distribuiranih računarstava. |
| 2011.  | Judea Pearl                                         | Za temeljni doprinos umjetne inteligencije kroz razvoj računa za vjerojatnost i uzročnost rasuđivanja. |
| 2012.  | Shafi Goldwasser i Silvio Micali                    | Za transformativni rad koji je postavio složenosno-teoretske temelje za kriptografiju i u proces je uveo nove metode za učinkovito provjeravanje matematičkih dokaza u teoriji složenosti. |
| 2013.  | Leslie Lamport                                      | Za temeljni doprinos u teoriji i praksi distribuiranih i istodobnih sustava,i osobito izuma kao što su kauzalnosti i logički satovi. |

## Vanjske poveznice
- ACM-ov popis dobitnika Turingove nagrade
- Bibliografija dobitnika Turingove nagrade  Arhivirana inačica izvorne stranice od 2. siječnja 2015. (Wayback Machine) (do 2000.)